# 10 septembre en sport
10 août 10 octobre
Chronologies thématiques
- Croisades
- Ferroviaires
- Disney

Le 10 septembre est le 253e jour de l'année (254e en cas d'année bissextile) du calendrier grégorien.

## Événements

### XIXesiècle
- 1875 :
  - (Golf) : Willie Park, Sr. remporte l'Open britannique à Prestwick[1].

### XXesièclede1901à1950
- 1910 :
  - (Football) : à Toronto, Calgary Hillhursts et Hamilton ILP font match nul 1-1 en finale du People's Shield (coupe du Canada). Finale à Rejouer.
- 1933 :
  - (Sport automobile) : Grand Prix automobile d'Italie.
  - (Sport automobile) : Grand Prix automobile de Monza.

### XXesièclede1951à2000
- 1960 :
  - (Marathon) : Alors que la fédération internationale d’athlétisme interdit aux journalistes de suivre le marathon des Jeux olympiques de Rome, Abebe Bikila bat le record du monde de la discipline en 2 h 15 min 16 s en ayant couru les pieds nus. Les journalistes avaient bravé l’interdiction en survolant l’épreuve depuis un hélicoptère.
- 1961 :
  - (Formule 1) : Grand Prix automobile d'Italie.
- 1967 :
  - (Formule 1) : Grand Prix automobile d'Italie.
- 1972 :
  - (Formule 1) : en remportant, sur le circuit de Monza, le Grand Prix d'Italie, au volant d'une Lotus-Ford, Emerson Fittipaldi devient champion du monde de Formule 1, alors qu'il reste deux épreuves à disputer avant la fin de la saison.
  - (Parachutisme) : Jean-Pierre Blanchet réussit 232 sauts en parachute en 24 h.
  - (Athlétisme) : Black, Taylor, Tinker et Hart battent le record du monde du relais 4 × 100 mètres en 38 s 19.
- 1978 :
  - (Formule 1) : Grand Prix automobile d'Italie.
  - (Tennis) : Jimmy Connors bat Björn Borg en finale de l'US Open.
- 1988 :
  - (Tennis) : en finale de l'US Open, Steffi Graf bat Gabriela Sabatini et, réalise le Grand Chelem de tennis.
- 1989 :
  - (Formule 1) : Grand Prix automobile d'Italie.
- 1994 :
  - (Tennis) : Arantxa Sánchez Vicario bat Steffi Graf en finale de l'US Open.
  - (Natation) : Cihong He nage le 100 m dos en 1 min 0,16 s, nouveau record du monde féminin.
- 1995 :
  - (Formule 1) : Grand Prix automobile d'Italie.
- 2000 :
  - (Pétanque) : Fabienne Berdoyes, Nancy Barzin, Linda Goblet et Henriette Odena remportent pour la Belgique le VIIe championnat du monde de pétanque féminine contre les Danoises.

### XXIesiècle
- 2006 :
  - (Formule 1) : Grand Prix automobile d'Italie.
- 2015 :
  - (Cyclisme sur route /Tour d'Espagne) : l'Irlandais Nicolas Roche s'impose dans l'étape du jour et le Néerlandais Tom Dumoulin conserve le maillot rouge.
- 2016 :
  - (Cyclisme sur route /Tour d'Espagne) : sur la 20e étape du Tour d'Espagne 2016, victoire du Français Pierre Latour et le Colombien Nairo Quintana conserve le maillot de leader.
  - (Tennis /Grand Chelem) : l'Allemande Angelique Kerber remporte le 2e titre du Grand Chelem de sa carrière en venant à bout de la Tchèque Karolína Plíšková (6-3, 4-6, 6-4), en finale de l'US Open. Elle est déjà assurée de déloger lundi l'Américaine Serena Williams de la première place au classement mondial.
- 2017 :
  - (Cyclisme sur route /Tour d'Espagne) : sur la 21e et dernière étape du Tour d'Espagne 2017, qui relie Arroyomolinos à Madrid, sur une distance de 117,6 kilomètres, l'italien Matteo Trentin remporte l'étape et c'est le Britannique Christopher Froome qui remporte le classement général. Il réalise le doublé Tour de France-Vuelta.
  - (Tennis /Grand Chelem) : à l'US Open, chez les hommes, victoire de l'Espagnol Rafael Nadal qui s'impose face au Sud-Africain Kevin Anderson (6-3, 6-3, 6-4). C'est le 16e titre en Grand Chelem de l'Espagnol.
  - (VTT /Championnats du monde) : sur la 6e journée des Championnats du monde de VTT, sur l'épreuve de descente, victoire chez hommes, du Français Loïc Bruni et chez les femmes, victoire de la Canadienne Miranda Miller.
- 2020 :
  - (Cyclisme sur route /Tour de France) : sur la 12e étape du Tour de France qui se déroule entre Chauvigny et Sarran, sur une distance de 218 kilomètres, la plus longue de ce Tour 2020, victoire du Suisse Marc Hirschi. Le Slovène Primož Roglič conserve le Maillot jaune.
- 2023 :
  - (Basket-ball /Mondial) : en finale du Mondial 2023, l'Allemagne s'impose face à la Serbie 83-77. Le Canada complète le podium.
  - (Cyclisme sur route /Tour d'Espagne) : sur la 15e étape du Tour d'Espagne qui se déroule entre Pampelune et Lekunberri en Navarre sur une distance de 158,3 km, victoire du Portugais Rui Costa et l'Américain Sepp Kuss conserve le maillot rouge.
  - (Tennis /Grand Chelem) : à l'US Open, chez les hommes, victoire du Serbe Novak Djokovic en battant Daniil Medvedev 6-3, 7-6, 6-3. Il égale ainsi le record absolu de 24 titres du Grand Chelem de l'Australienne Margaret Court[2].

## Naissances

### XIXesiècle
- 1872 :
  - Ranji, joueur de cricket et prince indien. (15 sélections en test cricket). († 2 avril 1933).
- 1885 :
  - Albert Shepherd, footballeur anglais. (2 sélections en équipe nationale). († 8 novembre 1929).
- 1887 :
  - Gustaf Rosenquist, gymnaste artistique suédois. Champion olympique du concours par équipes aux Jeux de Londres 1908. († 22 décembre 1961).
- 1889 :
  - Ivar Böhling, lutteur finlandais. Médaillé d'argent des poids mi-lourd aux Jeux de Stockholm 1912. († 12 janvier 1929).

### XXesièclede1901à1950
- 1921 :
  - Joann Lõssov, basketteur soviétique puis estonien. Médaillé d'argent aux Jeux d'Helsinki 1952. Champion d'Europe de basket-ball 1947 et 1951. († 3 août 2000).
- 1929 :
  - Arnold Palmer, golfeur américain. Vainqueur des Masters 1958, 1960, 1962 et 1964, de l'US Open 1960 et des British Open 1961 et 1962 puis des Ryder Cup 1961, 1963, 1965, 1967, 1971, 1973 et 1975. († 25 septembre 2016).
  - André Ruffet, cycliste sur route français. († 15 août 2011).
- 1934 :
  - Roger Maris, joueur de baseball américain. († 14 décembre 1985).
- 1943 :
  - Horst Höttges, footballeur allemand. Champion du monde de football 1974. Champion d'Europe de football 1972. (66 sélections en équipe nationale). († 22 juin 2023).
- 1946 :
  - Jim Hines, athlète de sprint américain. Champion olympique du 100 m et du relais 4 × 100 m aux Jeux de Mexico 1968. Détenteur du Record du monde du 100 m du 14 octobre 1968 au 3 juillet 1983. († 3 juin 2023).
- 1947 :
  - Larry Nelson, golfeur américain. Vainqueur des US Open 1981 et 1987 puis du PGA Championship 1983.
- 1948 :
  - Bob Lanier, basketteur américain. († 10 mai 2022).
- 1949 :
  - Patrick Proisy, joueur de tennis puis dirigeant sportif français. Président du Racing Club de Strasbourg (football) de 1997 à 2003.

### XXesièclede1951à2000
- 1952 :
  - Bruno Giacomelli, pilote de F1 et de courses d'endurance italien.
- 1955 :
  - Armin Hahne, pilote de courses automobile allemand.
  - Marja-Liisa Hämäläinen, fondeuse finlandaise. Championne olympique du 5 km, du 10 km et du 20 km classique puis médaillée de bronze du relais 4 × 5 km aux Jeux de Sarajevo 1984, médaillée de bronze du relais 4 × 5 km aux Jeux de Calgary 1988 puis médaillée de bronze du 5 km et du 30 km libre aux Jeux de Lillehammer 1994. Championne du monde de ski de fond du 10 km classique et du relais 4 × 5 km 1989.
- 1956 :
  - Henrik Agerbeck, footballeur danois. (6 sélections en équipe nationale).
- 1960 :
  - Tim Hunter, hockeyeur sur glace puis entraîneur canadien.
- 1961 :
  - Uwe Freimuth, athlète d'épreuves combinées est-allemand puis allemand.
- 1962 :
  - Wayne Pivac, entraîneur de rugby à XV néo-zélandais. Sélectionneur de l'équipe des Fidji de 2004 à 2006 puis de l'équipe du pays de Galles depuis 2019.
- 1963 :
  - Randy Johnson, joueur de baseball américain.
- 1964 :
  - Christine Cicot, judokate française. Médaillée de bronze des +72 kg aux Jeux d'Atlanta 1996. Championne du monde de judo des +72 kg 1997. Championne d'Europe de judo des +72 kg 1990.
- 1966 :
  - Thierry Gros, footballeur puis entraîneur français.
  - Joe Nieuwendyk, hockeyeur sur glace puis dirigeant sportif canadien. Champion olympique aux Jeux de Salt Lake City 2002.
- 1969 :
  - Gérald Baticle, footballeur puis entraîneur français.
- 1970 :
  - Julie Halard, joueuse de tennis française.
- 1971 :
  - Claudia Hürtgen, pilote de courses automobile d'endurance allemande.
- 1974 :
  - Mirko Filipović, kickboxeur croate.
  - Ben Wallace, basketteur américain. (9 sélections en équipe nationale).
  - Gábor Zavadszky, footballeur hongrois. (4 sélection en équipe nationale). († 7 janvier 2006).
- 1976 :
  - Gregory Henderson, cycliste sur route néo-zélandais.
  - Gustavo Kuerten, joueur de tennis brésilien. Vainqueur de Roland Garros 1997, 2000 et 2001.
- 1977 :
  - Chris Massie, basketteur américain.
- 1979 :
  - Laia Palau, basketteuse espagnole. Médaillée d'argent aux Jeux de Rio 2016. Championne d'Europe de basket-ball féminin 2013 et 2017. Victorieuse des Euroligue féminine 2012 et 2015. (262 sélections en équipe nationale).
- 1980 :
  - Grégory Wathelet, cavalier de sauts d'obstacles belge. Médaillé de bronze par équipes aux Jeux de Tokyo 2020. Champion d'Europe de saut d'obstacles par équipes 2019.
- 1981 :
  - Marco Chiudinelli, joueur de tennis suisse. Vainqueur de la Coupe Davis 2014.
  - Filippo Pozzato, cycliste sur route italien. Vainqueur du Tour de Cuba 2002 et de Milan-San Remo 2006.
  - Jay Williams, basketteur américain. (7 sélections en équipe nationale).
- 1982 :
  - Pat Carroll, basketteur américain.
- 1983 :
  - David Rodman, hockeyeur sur glace slovène.
  - Jérémy Toulalan, footballeur français. (36 sélections en équipe de France).
  - Joey Votto, joueur de baseball canadien.
- 1984 :
  - Gebre Gebremariam, athlète de fond éthiopien. Champion du monde de cross-country court par équipes 2004 et 2005 puis champion du monde de cross-country en individuel 2009. Champion d'Afrique d'athlétisme du 10 000 m 2008. Vainqueur du Marathon de New York 2010.
  - Franck Solforosi, rameur français. Médaillé de bronze en quatre sans barreur poids légers aux Jeux de Rio 2016. Champion du monde d'aviron en huit poids léger 2004, champion du monde d'aviron du quatre de pointe poids léger 2005, médaillé d'argent du quatre de pointe poids léger aux Mondiaux d'aviron 2006 et 2007 puis médaillé de bronze du quatre de pointe poids léger aux Mondiaux d'aviron 2015. Champion d'Europe d'aviron du quatre de pointe poids léger 2009.
- 1985 :
  - James Graham, joueur de rugby à XIII anglais. (23 sélections en équipe nationale).
  - Laurent Koscielny, footballeur français. (49 sélections en équipe de France).
- 1986 :
  - Angel McCoughtry, basketteuse américaine.
- 1987 :
  - Paul Goldschmidt, joueur de baseball américain.
- 1988 :
  - Jordan Staal, hockeyeur sur glace canadien. Champion du monde de hockey sur glace 2007.
- 1989 :
  - Dominique Allen, basketteuse britannique.
  - Matt Ritchie, footballeur écossais. (15 sélections en équipe nationale).
  - Younousse Sankharé, footballeur franco-sénégalais. (6 sélections avec l'équipe du Sénégal).
- 1990 :
  - Camille Grassineau, joueuse de rugby à XV et à VII française. médaillée d'argent aux Jeux de Tokyo 2020. Victorieuse des Grand Chelem 2014 et 2018. (12 sélections avec l'Équipe de France de rugby à XV féminin et 182 avec celle de rugby à sept).
  - Ørjan Nyland, footballeur norvégien. (46 sélections en équipe nationale).
- 1991 :
  - Deng Shudi, gymnaste chinois. Médaillé de bronze du concours général par équipes aux Jeux de Rio 2016. Champion du monde de gymnastique artistique du concours par équipes 2014 et 2018.
- 1993 :
  - Sam Kerr, footballeuse australienne. Championne d'Asie de football 2010. (122 sélections en équipe nationale).
  - Ronan Lamy-Chappuis, sauteur à ski français.
- 1995 :
  - Jack Grealish, footballeur anglo-irlandais. Vainqueur de la Ligue des champions 2023. (32 sélections avec l'équipe d'Angleterre).
- 1997 :
  - Carlota Munave, taekwondoïste eswatiniene.
- 1999 :
  - Jordan Holsgrove, footballeur écossais.

### XXIesiècle
- 2001 :
  - Ajna Késely, nageuse hongroise. Championne d'Europe de natation du relais 4 × 200 m nage libre 2016.
- 2002 :
  - Jean Botué, footballeur burkinabé. (3 sélections en équipe nationale).

## Décès

### XIXesiècle
- 1861 :
  - Ben Caunt, 46 ans, boxeur britannique. (° 22 mars 1815).

### XXesièclede1901à1950
- 1915 :
  - Marius Thé, 43 ans, cycliste sur route français. (° 24 septembre 1871).
- 1934 :
  - Alexandre Lein, 78 ans, rameur puis entraîneur français. (° 9 mai 1856).
- 1950 :
  - Raymond Sommer, 44 ans, pilote de course automobile de F1 et d'endurance français. Vainqueur des 24 Heures du Mans 1932 et 1933. (° 31 août 1906).

### XXesièclede1951à2000
- 1958 :
  - David Jack, 59 ans, footballeur puis entraîneur anglais. (9 sélections en équipe nationale). (° 3 avril 1899).
- 1961 :
  - Wolfgang von Trips, 33 ans, pilote de F1 et d'endurance allemand. (2 victoires en Grand Prix. (° 4 mai 1928).
- 1964 :
  - Raymond Albaladejo, 31 ans, joueur rugby à XV français. (° 17 octobre 1932).
  - Émile Carrère, 27 ans, joueur rugby à XV français. († 21 janvier 1937).
  - Jean Othats, 27 ans, joueur rugby à XV français. (2 sélections en équipe de France). (° 6 mai 1937).
- 1975 :
  - Jean-Claude Misac, 26 ans, cycliste sur route français. (° 27 octobre 1948).
- 1985 :
  - Ebbie Goodfellow, 79 ans, hockeyeur sur glace puis entraîneur canadien. (° 9 avril 1906).
- 1991 :
  - Jack Crawford, 83 ans, joueur de tennis australien. Vainqueur des Open d'Australie 1931, 1932, 1933 et 1935, de Roland Garros 1933 et du Tournoi de Wimbledon 1933. (° 22 mars 1908).
- 1993 :
  - Josef Odložil, 54 ans, athlète demi-fond tchécoslovaque puis tchèque. Médaillé d'argent du 1 500 m aux Jeux de Tokyo 1964. (° 11 novembre 1938).
- 1994 :
  - Maximilian Morlock, 69 ans, footballeur allemand. (26 sélections en équipe nationale). (° 11 mai 1925).

### XXIesiècle
- 2014 :
  - Yoshinori Sakai, 69 ans, athlète de sprint japonais. (° 6 août 1945).